# 10815 Östergarn
10815 Östergarn eller 1993 FU32 är en asteroid i huvudbältet som upptäcktes den 19 mars 1993 av UESAC vid La Silla-observatoriet. Den är uppkallad efter Östergarns socken på Gotland.
Asteroiden har en diameter på ungefär 7 kilometer.